# Multan (Division)

Division Multan

Die Division Multan ist eine Division in der Provinz Punjab in Pakistan. Der Verwaltungssitz befindet sich in der Stadt Multan. Bei der Volkszählung von 2017 hatte sie eine Einwohnerzahl von 12.265.161 auf einer Fläche von 21.137 km².

## Distrikte
Die Division Multan gliedert sich in vier Distrikte:
| Distrikt | Hauptstadt | Größe (km²) | Bevölkerung (2017) | Dichte (Einw./km²) |
| -------- | ---------- | ----------- | ------------------ | ------------------ |
| Khanewal | Khanewal   | 4.349       | 2.921.986          | 671                |
| Lodhran  | Lodhran    | 2.778       | 1.700.620          | 612                |
| Multan   | Multan     | 3.720       | 4.745.109          | 1.275              |
| Vehari   | Vehari     | 4.364       | 2.897.446          | 663                |